# DNA 컴퓨팅
DNA 컴퓨팅(DNA computing)은 전통적인 전자 컴퓨팅 대신 DNA, 생화학, 분자생물학 하드웨어를 사용하는 비전통적인 컴퓨팅의 새로운 분야이다. 이 분야의 연구 및 개발은 DNA 컴퓨팅의 이론, 실험 및 응용에 관한 것이다. 이 분야는 원래 1994년 레너드 애들먼의 컴퓨팅 응용 프로그램 시연으로 시작되었지만 이제는 저장 기술, 나노 규모 이미징 방식, 합성 컨트롤러 및 반응 네트워크 등의 개발과 같은 여러 다른 방법으로 확장되었다.

## 기능
DNA 컴퓨팅은 다양한 가능성을 동시에 시도하기 위해 다양한 DNA 분자를 활용한다는 점에서 병렬 컴퓨팅의 한 형태이다. 특정 특수 문제의 경우 DNA 컴퓨터는 지금까지 제작된 다른 어떤 컴퓨터보다 빠르고 작다. 더욱이 특정 수학적 계산이 DNA 컴퓨터에서 작동하는 것으로 입증되었다.
DNA 컴퓨팅은 다양한 계산 모델을 사용하여 문제를 계산적으로 해결할 수 있는 계산 가능성 이론의 관점에서 볼 때 새로운 기능을 제공하지 않는다. 예를 들어 폰 노이만 기계의 문제(EXPSPACE 문제)의 크기에 따라 문제 해결에 필요한 공간이 기하급수적으로 늘어나더라도 DNA 기계의 문제 크기에 따라 기하급수적으로 늘어난다. 매우 큰 EXPSPACE 문제의 경우 필요한 DNA 양이 너무 커서 실용적이지 않다.

## 장점
진법의 변화에 따른 기본적인 계산속도의 증가는 물론이고 DNA 컴퓨터의 추가적인 여러 가지 장점이 있다. 먼저 DNA 컴퓨터는 일반적인 컴퓨터처럼 순차적으로 작동하는 것이 아니라 병렬적인 계산방식을 사용한다. DNA 분자 개개의 결합속도는 느리지만 3차원으로 배열된 엄청난 수의 분자들이 동시에 반응에 참여하는 병렬 연산을 통해 연산 속도를 얼마든지 높이는게 가능하다. 또한 DNA자체의 크기가 매우 작기 때문에 기존 컴퓨터 대비 엄청난 저장용량을 확보할 수 있고(DNA 컴퓨터 1cm3 =1조 개의 CD 저장용량), 세포 내 효소 반응을 이용하기 때문에 전력을 소비하는 일반 컴퓨터보다 훨씬 적은 에너지 소비가 가능하다. 그러나 현재 상용화되어있지 않고, 볼펜의 길이보다 짧아 상용가능성이 상용로그보다 적다는 의견이 지배적이다.

## 같이 보기
- DNA 시퀀싱
- 병렬 컴퓨팅
- 양자 컴퓨팅